# Савинская волость (Изюмский уезд)
Савинская во́лость — историческая административно-территориальная единица Изюмского уезда Харьковской губернии с волостным правлением в слободе Савинцы.
По состоянию на 1885 год состояла из 14 поселений, 6 сельских общин. Население — 8465 человек (4276 человека мужского пола и 4189 — женского), 1683 дворовых хозяйства.
|                       | Площадь | В т.ч. пахотной |
| --------------------- | ------- | --------------- |
| Сельских общин        | 15116   | 10041           |
| Частной собственности | 1152    | 482             |
| Другой собственности  | 198     | 139             |
| В целом               | 16466   | 10662           |

Основные поселения волости:
- Савинцы - бывшая государственная слобода при реке Северский Донец в 33 верстах от уездного города. В слободе волостное правление, 698 дворов, 3200 жителей, 2 православные церкви, школа, почтовая станция, 2 постоялых двора, 8 лавок, базар (по воскресеньям), 3 ярмарки.[1]
- Долгалевский - бывший государственный хутор при реке Северский Донец. На хуторе 181 двор, 979 жителей.[1]
- Залиманье - бывшее государственное село при озере Лимане и реке Северский Донец. В селе 267 дворов, 1232 жителя, православная церковь, 2 ярмарки.[1]
- Левковка - бывшее государственное село при реке Северский Донец. В селе 206 дворов, 1195 жителей, православная церковь, почтовая станция, лавка.[1]
- Морозовка - бывший государственный хутор при реке Темлянке. На хуторе 122 двора, 685 жителей.[1]

Храмы волости:
- Вознесенская церковь в слободе Савинцах.[2]

- Всехсвятская церковь в селе Залиманье.[2]
- Архангело-Михайловская церковь в селе Левковка.[2]